# Universiade d'été de 1961
Navigation
Édition précédente Édition suivante
La 2e Universiade d'été, compétition internationale universitaire multi-sports, s'est déroulée à Sofia en Bulgarie. 1 270 athlètes issus de 32 nations ont pris part aux différentes épreuves. Cette édition marquait la dernière fois que les Antilles britanniques participaient à l'Universiade d'été. Cette édition marquait également la dernière participation de l'Afrique du Sud à l'Universiade d'été.

## Tableau des médailles
| Rang | Pays                 | Médaille d'or | Médaille d'argent | Médaille de bronze | Total |
| 1    | Union soviétique     | 21            | 23                | 7                  | 51    |
| 2    | Japon                | 9             | 5                 | 4                  | 18    |
| 3    | Hongrie              | 8             | 2                 | 8                  | 18    |
| 4    | Roumanie             | 6             | 6                 | 9                  | 21    |
| 5    | Yougoslavie          | 4             | 2                 | 0                  | 6     |
| 6    | Tchécoslovaquie      | 3             | 6                 | 8                  | 17    |
| 7    | Allemagne de l'Ouest | 3             | 4                 | 12                 | 19    |
| 8    | Pologne              | 3             | 4                 | 4                  | 11    |
| 9    | Italie               | 3             | 0                 | 2                  | 5     |
| 10   | Bulgarie             | 2             | 5                 | 7                  | 14    |
| 11   | Royaume-Uni          | 2             | 5                 | 4                  | 11    |
| 12   | Afrique du Sud       | 1             | 1                 | 0                  | 2     |
| 12   | Suède                | 1             | 1                 | 0                  | 2     |
| 14   | Irlande              | 1             | 0                 | 1                  | 2     |
| 15   | Cuba                 | 1             | 0                 | 0                  | 1     |
| 16   | Autriche             | 0             | 2                 | 1                  | 3     |
| 17   | Suisse               | 0             | 2                 | 0                  | 2     |
| 18   | Belgique             | 0             | 1                 | 0                  | 1     |